# Konna
Konna is gemeente (commune) in de regio Mopti in Mali. De landelijke gemeente ligt op 60 km noordoost van de stad Mopti aan de oostelijke rand van de alluviale vlakte gevormd door de Niger, en telt 36.800 inwoners (2009).
De nationale weg RN15 die Sévaré en Gao verbindt, buigt iets ten zuiden van de stad af naar het oosten.
De stad was in januari 2013 het toneel van hevige gevechten tussen Ansar Dine-rebellen en het Malinese leger. De opstandelingen namen de stad op 10 januari in. Een dag later wist het leger, ondersteund door luchtaanvallen van de Franse luchtmacht, Konna te heroveren. Op 15 januari weersprak de Franse minister van defensie Jean-Yves Le Drian echter dat Konna in handen van het regeringsleger was.
Naast de stad Konna bestaat de gemeente uit de volgende dorpen:
- Adou-Karim
- Bombori-Ouro
- Denga-Saré
- Diamweli
- Diantakaye
- Kaona
- Kinani
- Koko
- Kontza Bozo
- Konza Peulh
- Kotaga
- Kouby
- M'Bouna
- Neima-Ouro
- Ninga
- Nouh-Coura
- Ouméré
- Sama
- Saré Mama
- Sendégué-Wadiobé
- Sensé
- Sensé Ladji
- Sonkara
- Tacoutala
- Timé
- Tomi
- Yimbéré

## Jumelage
- Pacé (Frankrijk)